# Ostiolo

Estoma de una planta, el número 3 indica la situación del orificio central u ostiolo

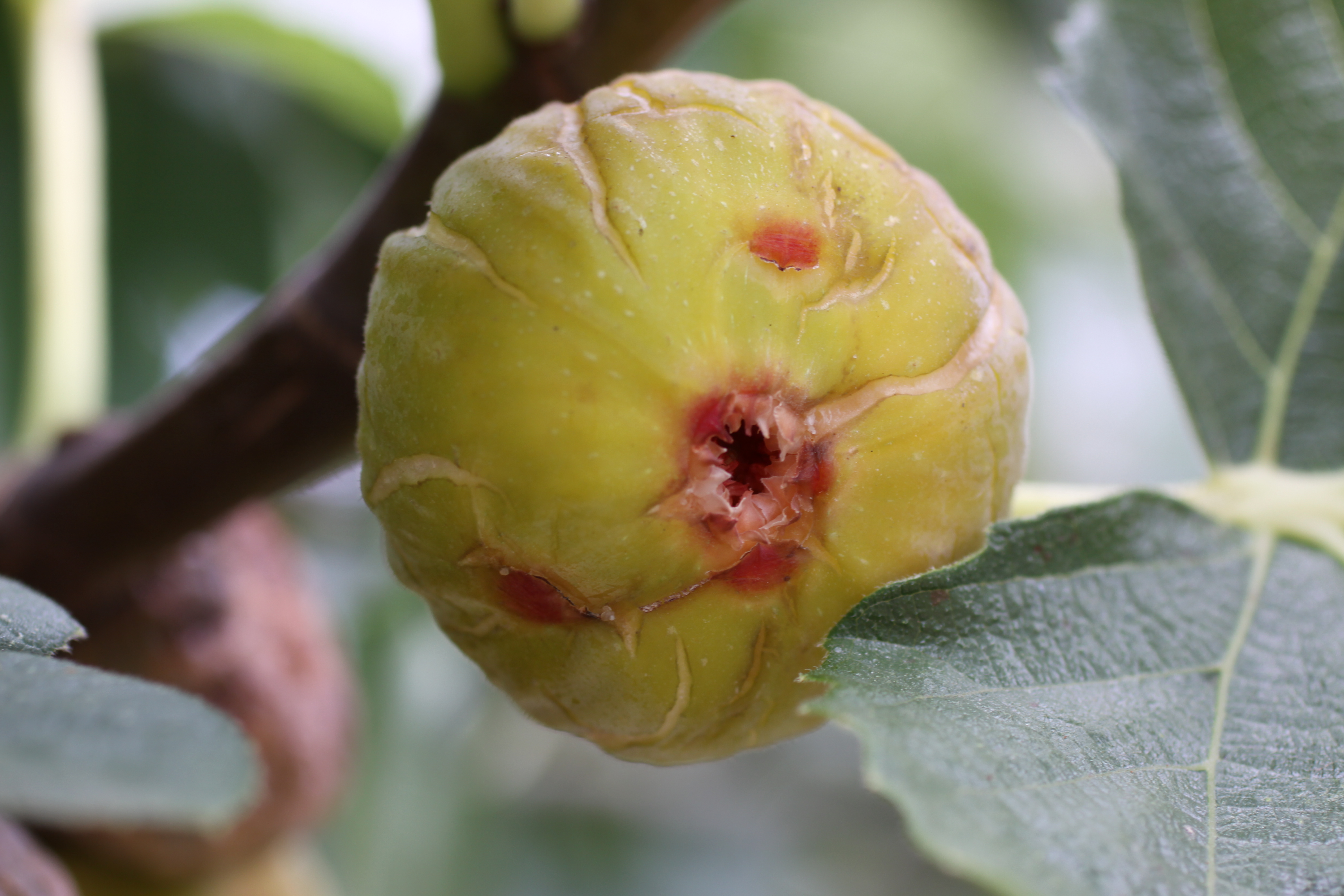
Ostiolo en el centro del sicono de una higuera

Ostiolo (del latín ostiolum, diminutivo  de ostium) es un pequeño orificio natural de forma redondeada que se encuentra en algún tejido u órgano. Este término se utiliza en biología para designar diferentes estructuras, tanto en zoología como en botánica.

## Botánica
En botánica el término ostiolo designa a la apertura central de los estomas, cada ostiolo está rodeado por dos células oclusivas con forma de riñón que contienen en su interior cloroplastos. A través del ostiolo se intercambian los gases y agua entre la atmósfera y el interior de la planta.
También se llama ostiolo a la apertura natural situada en el centro de los siconos (receptáculo hueco donde se hallan las flores y más tarde se forman los frutos) de las plantas del género ficus, entre ellas ficus carica o higuera.

## Zoología
En zoología, el ostiolo es cualquiera de los orificios laterales que existen en el corazón de los artrópodos por los que penetra la hemolinfa en su interior.
En las esponjas se llama ostiolo a un pequeño poro por el que penetra el agua de mar dentro del animal.

## Micología
En determinados hongos, se llama ostiolo a un pequeño orificio de forma circular situado en la  estructura reproductora asexual llamada picnidio, a través del cual salen las esporas al exterior.